# Блум, Эми
Эми Блум (р. 1 января 1953 года, Нью-Йорк, США) — американская писательница, лауреат литературных премий.

## Биография
Эми Блум проживает в Коннектикуте. Последние десять лет преподавала в Йельском Университете. Сейчас работает в Уэслианском университете (Wesleyan University), Мидделтаун, штат Коннектикут.

## Личная жизнь
Эми Блум — бисексуалка. У неё трое детей от первого брака. Сейчас Блум замужем за архитектором Брайаном Амичи.

## Творчество
Писательница Эми Блум была номинантом на премии в области литературы: «National Book Award» и «National Book Critics Circle Award». Её истории были опубликованы в «Best American Short Stories», «Prize Stories: The O. Henry Awards» (Премия О. Генри), а также в многочисленных антологиях, в том числе за рубежом.
Она писала для «The New Yorker», «The New York Times Magazine», «The Atlantic Monthly», «Vogue», выиграла премию «National Magazine Award».

### Художественная литература
- «Come to Me» (1993) — сборник рассказов
- «Love Invents Us» (1997) — роман
- «A Blind Man Can See How Much I Love You» (2000) — сборник рассказов
- «Away» (2007) — роман, эпическая история о русской иммигрантке
- «Where the God of Love Hangs Out» (2009) — сборник рассказов[1]

### Нехудожественная литература
- «Normal: Transsexual CEOs, Cross-dressing Cops, and Hermaphrodites with Attitude» (2002) — психология

## Титулы, награды и премии
- «Away Paperback #1 on the LA Times Best Seller List» (4 августа 2008)
- «Nominated for Book Sense Book of the Year»
- «Kansas City Star» — Top 100 Books of the Year
- «Washington Post» — Best Fiction of 2007
- «LA Times» — Favorite Fiction of 2007
- «Cleveland Plain Dealer» — Best Books of 2007
- «Concord Monitor» — Favorite Fiction of 2007
- «Denver Post» — Holiday Book pick
- «Chattanooga Press» — Holiday Book pick
- «Boston Globe» — holiday Book pick
- «Rocky Mountain News» — Favorite Fiction of 2007
- «Chicago Tribune» — Best of 2007
- «Newsday» — Favorites of 2007
- «American Library Association» — Notable Book

## Экранизации
- «State of Mind» — 8 часовых эпизодов сериала, созданного Эми Блум